# Tiro ai Giochi della XXX Olimpiade - Carabina 10 metri aria compressa femminile
La gara di carabina 10 metri aria compressa femminile dei Giochi della XXX Olimpiade si è svolta il 28 luglio 2012; hanno partecipato 56 atlete di 41 nazioni.
La gara è stata vinta dalla cinese Yi Siling.

## Formato
L'evento si è articolato in due fasi: un turno di qualificazione e la finale.
Nella qualificazione, ogni atleta spara 40 colpi; in ognuno di essi, il punteggio varia da 0 da 10 (con incrementi di 1) a seconda della distanza dal centro del bersaglio. I primi 8 tiratori accedono alla finale.
Nella finale, ogni atleta spara 10 colpi addizionali, il cui punteggio ha un incremento di 0,1 (con un massimo di 10,9); il punteggio finale considera tutti i 50 colpi sparati.

## Record
Prima della competizione, i record olimpici e mondiali erano i seguenti:
| Qualificazione  | Qualificazione              | Qualificazione    | Qualificazione              | Qualificazione |
| --------------- | --------------------------- | ----------------- | --------------------------- | -------------- |
| Record mondiale | Seo Sun-hwa (Corea del Sud) | 400               | Sydney, Australia           | 12 aprile 2002 |
| Record olimpico | Kateřina Emmons (Rep. Ceca) | 400               | Pechino, Cina               | 9 agosto 2008  |
| Intera gara     |                             |                   |                             |                |
| Record mondiale | Yi Siling                   | 505,6 (400+105,6) | Monaco di Baviera, Germania | 1º agosto 2010 |
| Record olimpico | Kateřina Emmons (Rep. Ceca) | 503,5 (400+103,5) | Pechino, Cina               | 9 agosto 2008  |

## Programma
| Data           | Ora (BST/UTC+1) | Turno          |
| -------------- | --------------- | -------------- |
| 28 luglio 2012 | 8:15            | Qualificazioni |
| 28 luglio 2012 | 11:00           | Finale         |

## Turno di qualificazione
| Pos. | Atleta                  | Nazione       | 1   | 2   | 3   | 4   | Totale | Note |
| ---- | ----------------------- | ------------- | --- | --- | --- | --- | ------ | ---- |
| 1    | Sylwia Bogacka          | Polonia       | 99  | 100 | 100 | 100 | 399    | Q    |
| 2    | Yi Siling               | Cina          | 100 | 100 | 99  | 100 | 399    | Q    |
| 3    | Dar'ja Vdovina          | Russia        | 100 | 99  | 100 | 99  | 398    | Q    |
| 4    | Yu Dan                  | Cina          | 100 | 99  | 100 | 99  | 398    | Q    |
| 5    | Elaheh Ahmadi           | Iran          | 99  | 99  | 100 | 99  | 397    | Q    |
| 6    | Jamie Lynn Gray         | Stati Uniti   | 100 | 99  | 98  | 100 | 397    | Q    |
| 7    | Sarah Scherer           | Stati Uniti   | 99  | 99  | 100 | 99  | 397    | Q    |
| 8    | Kateřina Emmons         | Rep. Ceca     | 99  | 99  | 99  | 100 | 397    | Q    |
| 9    | Stine Nielsen           | Danimarca     | 100 | 99  | 99  | 99  | 397    |      |
| 10   | Ljubov' Galkina         | Russia        | 99  | 98  | 100 | 99  | 396    |      |
| 11   | Živa Dvoršak            | Slovenia      | 98  | 100 | 99  | 99  | 396    |      |
| 12   | Petra Zublasing         | Italia        | 99  | 100 | 99  | 98  | 396    |      |
| 13   | Dariya Sharipova        | Ucraina       | 98  | 99  | 98  | 100 | 395    |      |
| 14   | Daniela Pešková         | Slovacchia    | 100 | 99  | 98  | 98  | 395    |      |
| 15   | Andrea Arsović          | Serbia        | 97  | 98  | 100 | 100 | 395    |      |
| 16   | Marjo Yli-Kiikka        | Finlandia     | 97  | 99  | 100 | 99  | 395    |      |
| 17   | Bahya Mansour Al-Hamad  | Qatar         | 98  | 99  | 100 | 98  | 395    |      |
| 18   | Snježana Pejčić         | Croazia       | 99  | 98  | 99  | 99  | 395    |      |
| 19   | Stephanie Obermoser     | Austria       | 99  | 98  | 99  | 99  | 395    |      |
| 20   | Jessica Mager           | Germania      | 98  | 99  | 99  | 98  | 394    |      |
| 21   | Na Yoon-Kyung           | Corea del Sud | 97  | 100 | 98  | 99  | 394    |      |
| 22   | Olga Dovgun             | Kazakistan    | 98  | 99  | 98  | 99  | 394    |      |
| 23   | Daria Tykhova           | Ucraina       | 97  | 99  | 98  | 100 | 394    |      |
| 24   | Ser Xiang Wei Jasmine   | Singapore     | 97  | 98  | 100 | 99  | 394    |      |
| 25   | Malin Westerheim        | Norvegia      | 97  | 100 | 98  | 99  | 394    |      |
| 26   | Laurence Brize          | Francia       | 100 | 99  | 98  | 97  | 394    |      |
| 27   | Sharmin Ratna           | Bangladesh    | 95  | 99  | 100 | 99  | 393    |      |
| 28   | Maryam Arzouqi          | Kuwait        | 97  | 97  | 100 | 99  | 393    |      |
| 29   | Dianelys Perez          | Cuba          | 98  | 98  | 98  | 99  | 393    |      |
| 30   | Stine Andersen          | Danimarca     | 97  | 98  | 98  | 100 | 393    |      |
| 31   | Adéla Sýkorová          | Rep. Ceca     | 97  | 97  | 98  | 100 | 392    |      |
| 32   | Beate Gauß              | Germania      | 96  | 99  | 98  | 99  | 392    |      |
| 33   | Emilie Evesque          | Francia       | 99  | 99  | 96  | 98  | 392    |      |
| 34   | Mohd Taibi Nur Suryani  | Malaysia      | 98  | 97  | 99  | 99  | 392    |      |
| 35   | Rosa Pena Rocamontes    | Messico       | 96  | 99  | 98  | 99  | 392    |      |
| 36   | Jennifer McIntosh       | Gran Bretagna | 99  | 98  | 97  | 98  | 392    |      |
| 37   | Ivana Maksimović        | Serbia        | 99  | 97  | 99  | 97  | 392    |      |
| 38   | Annik Marguet           | Svizzera      | 97  | 96  | 99  | 100 | 392    |      |
| 39   | Melissa Mikec           | El Salvador   | 98  | 97  | 99  | 98  | 392    |      |
| 40   | Petya Lukanova          | Bulgaria      | 97  | 100 | 98  | 97  | 392    |      |
| 41   | Nourhan Amer            | Egitto        | 97  | 100 | 98  | 96  | 391    |      |
| 42   | Anzela Voronova         | Estonia       | 96  | 99  | 98  | 98  | 391    |      |
| 43   | Mahlagha Jambozorg      | Iran          | 97  | 99  | 98  | 97  | 391    |      |
| 44   | Eglys Yahima De La Cruz | Cuba          | 98  | 98  | 98  | 97  | 391    |      |
| 45   | Robyn van Nus           | Australia     | 95  | 99  | 99  | 98  | 391    |      |
| 46   | Elania Nardelli         | Italia        | 96  | 98  | 98  | 98  | 390    |      |
| 47   | Paula Wrońska           | Polonia       | 98  | 97  | 98  | 97  | 390    |      |
| 48   | Carole Calmes           | Lussemburgo   | 98  | 98  | 98  | 96  | 390    |      |
| 49   | Sakina Mamedova         | Uzbekistan    | 97  | 98  | 99  | 95  | 389    |      |
| 50   | Raya Zin Aldden         | Siria         | 95  | 98  | 97  | 98  | 388    |      |
| 51   | Jeong Mira              | Corea del Sud | 96  | 96  | 98  | 97  | 387    |      |
| 52   | Alethea Sedgman         | Australia     | 96  | 98  | 97  | 96  | 387    |      |
| 53   | Sofia Padilla           | Ecuador       | 93  | 98  | 98  | 97  | 386    |      |
| 54   | Sneh Rana               | Nepal         | 94  | 97  | 96  | 96  | 383    |      |
| 55   | Diaz Kusumawardani      | Indonesia     | 94  | 98  | 95  | 95  | 382    |      |
| 56   | Kunzang Choden          | Bhutan        | 94  | 97  | 95  | 95  | 381    |      |

## Finale
| Pos. | Atleta          | Nazione     | Qual. | 1    | 2    | 3    | 4    | 5    | 6    | 7    | 8    | 9    | 10   | Finale | Totale |
| ---- | --------------- | ----------- | ----- | ---- | ---- | ---- | ---- | ---- | ---- | ---- | ---- | ---- | ---- | ------ | ------ |
|      | Yi Siling       | Cina        | 399   | 10,8 | 10,0 | 10,3 | 10,3 | 10,4 | 10,2 | 10,7 | 10,3 | 10,5 | 10,5 | 103,9  | 502,9  |
|      | Sylwia Bogacka  | Polonia     | 399   | 10,8 | 10,3 | 10,0 | 10,4 | 10,8 | 9,9  | 10,5 | 9,7  | 10,0 | 10,8 | 103,2  | 502,2  |
|      | Yu Dan          | Cina        | 398   | 10,1 | 10,7 | 10,3 | 10,7 | 10,6 | 10,0 | 10,2 | 10,5 | 10,8 | 9,6  | 103,5  | 501,5  |
| 4    | Kateřina Emmons | Rep. Ceca   | 397   | 10,3 | 10,6 | 10,3 | 10,7 | 10,1 | 10,5 | 10,3 | 10,7 | 10,2 | 9,6  | 103,3  | 500,3  |
| 5    | Jamie Lynn Gray | Stati Uniti | 397   | 9,5  | 10,5 | 9,8  | 10,4 | 10,7 | 10,7 | 10,4 | 10,2 | 10,1 | 10,4 | 102,7  | 499,7  |
| 6    | Elaheh Ahmadi   | Iran        | 397   | 10,1 | 10,4 | 10,7 | 10,3 | 10,6 | 9,6  | 9,8  | 10,2 | 10,3 | 10,1 | 102,1  | 499,1  |
| 7    | Sarah Scherer   | Stati Uniti | 397   | 10,5 | 10,3 | 10,3 | 10,3 | 10,1 | 10,2 | 10,3 | 9,5  | 10,3 | 10,2 | 102,0  | 499,0  |
| 8    | Dar'ja Vdovina  | Russia      | 398   | 10,5 | 9,5  | 10,1 | 10,2 | 10,3 | 10,0 | 9,8  | 10,0 | 10,2 | 9,9  | 100,5  | 498,5  |